# 木崎ひろすけ
木崎 ひろすけ（きざき ひろすけ、本名：木崎浩（きざき ひろし）1965年9月28日 - 2001年3月28日）は、日本の漫画家。愛知県出身。別ペンネームに十静馬（じゅう しずま）、薄羽かげろう（うすば かげろう）。

## 来歴
高校卒業後、実家の工務店で働きながら漫画の投稿を続ける。1988年、「双頭の蛇」（集英社『フレッシュジャンプ』）でデビュー。同年、「英雄になる時」で第28回赤塚賞佳作を受賞。赤塚賞受賞時のアンケートで、尊敬する漫画家・作品としてふくやまけいこ「折紙姫」を挙げている。

1994年、『月刊マンガボーイズ』（徳間書店）創刊号より「GOD-GUN世郎」で初連載。その後『コミックビーム』や『月刊少年エース』で連載を持つも、2001年3月28日に心不全で死去。死後、全集が出版社をまたいで刊行された。

漫画家デビュー後も薄羽かげろうのペンネームで社会思想社発刊の雑誌『ウォーロック』などにハガキ投稿を続けていた。

## 人物
- トーンをまったく使わずにフリーハンドで線を描く、繊細な絵柄が特長。
- 実兄の手記[2]によると生まれつき色弱の障害を持っていた。
- 漫画編集者の奥村勝彦（現『コミックビーム』編集総長）は原稿を見て惚れ込み、翌日には自宅に向かっていたという。新装版「少女・ネム」の巻末解説では、その時の木崎の印象について「とにかく無口で全くと言っていいほど喋らず、彼ほどコミュニケーションをとるのが難しい人間はいなかった」と述懐している。
- 自身のモチベーションの限界や掲載誌の休刊などで、描いた漫画作品はどれも一巻以上続かなかった。

## 漫画作品

### 連載作品
- GOD-GUN世郎 <グランドギア>（月刊マンガボーイズ 1994年8月創刊号 - 1995年8月号、徳間書店、全13回）
- 少女・ネム（コミックビーム 1996年5月号 - 1997年2月号、原作・カリブ・マーレイ、アスキー、全10回）
- A・LI・CE（月刊少年エース 1999年12月号 - 2001年5月号、原作・吉本昌弘、角川書店、全15回）

　※上記の3作品はそれぞれ角川書店・エンターブレインより、未収録原稿や資料・追悼文を増補した新装版が出版されている。

　　ただし「あとがきマンガ」や「フィクション劇場 ゲキダンモノ」などの巻末エッセイ漫画は収録されていない。

### 読み切り作品
- 双頭の蛇（1988年、フレッシュジャンプ4月号、集英社） - 十静馬名義
- 英雄になる時（第28回赤塚賞佳作、1988年、フレッシュジャンプ8月号、集英社） - 十静馬名義
- ドラゴン荘冒険記（1988年、フレッシュジャンプ8月号、集英社） - 十静馬名義
- きずな（1990年、コミック・モエNo7、MOE出版） - 薄羽かげろう名義
- チャーリー・テレビSHOW　第1話（1991年、月刊少年チャンピオン3月号、秋田書店） - 木崎浩名義
- チャーリー・テレビSHOW　第2話（1991年、月刊少年チャンピオン6月号、秋田書店） - 木崎浩名義
- 幻想少年（グランドゼロ GOD-GUN世郎 <グランドギア>改題、角川コミックス・エース・エクストラ）

### 挿絵
- 小説「密会〜アムロとララァ」（作：富野由悠季、『角川mini文庫』1997年刊行））